# Al-Adil I.
Al-malik al-ʿAdil (arabisch سيف الدين أبو بكر بن أيوب, DMG Saif ad-Dīn Abū Bakr b. Aiyūb mit dem Titel al-Malik al-Adil / الملك العادل / al-Malik al-‘Ādil / ‚der gerechte Herrscher‘; * Juni 1145 in Baalbek; † August 1218 in Damaskus) war der vierte Sultan der Ayyubiden in Ägypten von 1200 bis 1218. In christlichen Überlieferungen wird er häufig Saphadin genannt.

## Leben
Al-Adil war schon während der Regierung seines Bruders Saladin (1171–1193) mit wichtigen Aufgaben betraut worden. So war er 1183 bis 1186 Gouverneur von Aleppo. Er führte unter anderem während des Dritten Kreuzzuges die Verhandlungen mit Richard I. Löwenherz von England. Einem später verfassten Bericht des Bar Hebræus zufolge habe Saladin im Oktober 1191 bei Richard Löwenherz zum Zweck eines gemeinsamen Friedens um eine Ehe zwischen seinem Bruder und der Prinzessin Johanna Plantagenet ersucht, dem Paar sollte dabei die Herrschaft über Jerusalem zugesprochen werden. Dieses Vorhaben sei aber letztlich an der Weigerung von al-Adil gescheitert, den geforderten Übertritt zum christlichen Glauben zu vollziehen.
Nach dem Tod von Saladin erhielt al-Adil Obermesopotamien (Dschazira) als Regierungsbereich zugewiesen. Er verbündete sich mit seinem Neffen az-Zahir Ghazi von Aleppo, schlug 1193 einen Aufstand der Zengiden in Mosul nieder und rückte schon um 1196 in Damaskus ein, wo er seinen Neffen al-Afdal stürzte. Um 1200 rückte er gegen den Widerstand seiner Neffen in Ägypten ein und setzte sich als Nachfolger des Sultans al-Aziz durch. Al-Adil erhob sich nun unter dem Thronnamen al-Malik al-Adil zum Sultan von Ägypten und zum Oberherrn der Ayyubiden. Ihm gelang es bald, die Ayyubiden-Fürsten seiner Oberhoheit zu unterwerfen. Obwohl sich al-Adil um eine Förderung des Handels mit den italienischen Seerepubliken bemühte, u. a. wurde ein Handelsvertrag mit Pisa abgeschlossen, verschlechterten sich die Beziehungen zu den Christen. So landete im Mai 1218 ein Kreuzfahrerheer in Ägypten. In dieser Situation verstarb al-Malik al-Adil im August 1218. Er setzte vor seinem Tod seinen ältesten Sohn al-Kamil als Sultan in Ägypten ein und übertrug al-Aschraf Obermesopotamien sowie al-Muʿazzam Syrien. Diese Teilung des Ayyubidenreiches führte unter al-Kamil (1218–1238) erneut zu Machtkämpfen unter den Ayyubiden.

## Privatleben

### Kinder
- al-Kamil Muhammad I. (* 1177/80; † 1238), Sultan von Ägypten
- al-Aschraf Musa (* um 1180; † 1237), Herr von Dschazira und Damaskus
- Dhaifa
- al-Muʿazzam ʿĪsā († 1227), Herr von Damaskus
- al-Faiz
- al-Muzaffar I.
- as-Salih Ismail († 1250), Herr von Damaskus

### Anderes
Er war Besitzer der Sängersklavin Futun al-Adiliya.